# Eekloose Watergang
De Eekloose Watergang is een halfnatuurlijke waterloop die zich op Nederlands gebied bevindt tussen Smedekensbrugge (ten zuiden van Aardenburg) en Sint-Laureins en een lengte heeft van ongeveer 7 km.
De Eekloose Watergang werd omstreeks 1300 gegraven als turfvaart om de ter plaatse gewonnen turf af te voeren.
Op deze watergang komen tal van kreekresten uit, zoals de Oude Biezenkreek en de Valeiskreek, die samenkomen in het Groote Gat, alsmede de Kruiskreek en de Blokkreek. Deze kreken ontstonden door de inundaties van 1583, waardoor ook de Eekloose watergang een halfnatuurlijk karakter kreeg.
Tegenwoordig vormt de Eekloose Watergang een natuurgebied van 26 ha, dat eigendom is van Staatsbosbeheer. In 2009 werd er een wandelpad langs de Eekloose Watergang aangelegd.